# Програмне забезпечення спільної роботи

## Список
- Bricolage, Система управління контентом
- Collabtive, програмне забезпечення для управління Інтернет-проектом
- BigBlueButton, вебзустрічі
- DotNetNuke, також називається DNN: модуль на базі додатків ASP
- eGroupWare, безкоштовне програмне забезпечення з відкритим джерелом для бізнесу
- EtherPad, спільна розробка з чатом
- Feng Office Community Edition
- Group-Office, для загального доступу до календарів, файлів, e-mail, CRM, Projects, Mobile Synchronization тощо.
- Horde
- Jumper 2.0, спільна пошукова система і платформа управління знаннями
- Kanban Tool співпраця в реальному часі, з обміном завданнями і документами
- Kolab Groupware, інтегрований Roundcube вебінтерфейс
- Kune, соціальна мережа, заснована на Apache Wave
- FusionForge, має вікі, форуми, списки розсилки, FTP, SSH, піддомени, хостинг, електронну пошту, резервне копіювання, CVS/SVN, управління завданнями
- mediawiki, яка забезпечує управління основним змістом і інтегрується з багатьма іншими інструментами за допомогою розширень
- phpGroupWare
- Simple Groupware
- SOGo, інтегрована електронна пошта (Outlook), календарі, сумісні з Apple, ICAL, Mozilla Thunderbird
- Tiki Wiki CMS Groupware, має вікі, форуми, календар, систему друкування пропусків, контроль робочого часу
- Tine 2.0
- Tonido, безкоштовна програма з синхронізацією спільної роботи, доступ в Інтернет з персональних комп'ютерів; крос-платформна
- Worksection, сервіс для спільної роботи над задачами та комунікацією по проектам
- Zarafa, повна заміна MS Exchange MAPI для Linux
- Zimbra[en]
- Zulip, вільний аналог Slack, призначений для організації спільної роботи

## eGroupWare
це вільний вебдодаток для спільної роботи групи людей. Додаток написано на PHP і платформонезалежний. Підтримуються вебсервери Apache, IIS та Roxen, бази даних MySQL, PostgreSQL, MaxDB, Microsoft SQL Server і, частково, Oracle.

### Функціональність
eGroupWare містить всі необхідні функції для групової роботи:

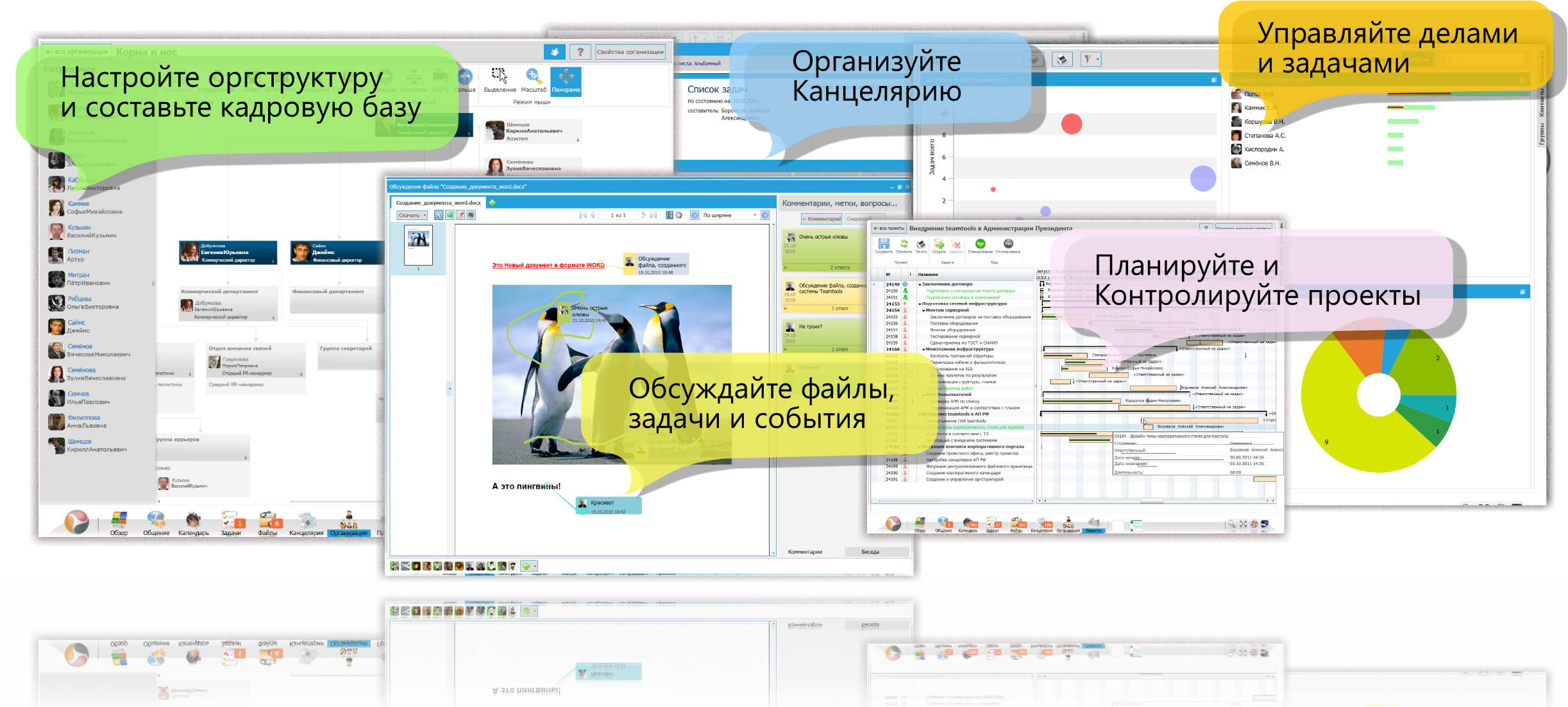

- календар з підтримкою синхронізації з різними клієнтами;
- адресна книга;
- вбудований поштовий клієнт, що працює по протоколу IMAP;
- інформаційний журнал, який містить список справ (ToDo), замітки (Notes) і нагадування про телефонні дзвінки (Phonecalls);
- функції CRM-систем;
- менеджер проектів (ProjectManager) з діаграмами Ганта і з прайслистом (списком вартості різних робіт) для обліку як за часом, так і по грошах;
- менеджер ресурсів підприємства;
- сховище файлів і сховище документів з функцією керування версіями;
- wiki;
- облік робочого часу і інших витрат (timesheet), витрати можна брати з прайс-листа проекту;
- база знань для колективного обговорення виниклих питань і зберігання правильних відповідей;
- система автоматизації виробничих операцій (work-flow engine) (починаючи з версії 1.4 відключена);
- засоби контролю виконання і управління відпрацюванням аварійних ситуацій / заявок на обслуговування, групової роботи над помилками, змінами та доповненнями (з версії 1.4 — Tracker, раніше тільки обробка заявок — Troubleshooting Ticket System-TTS);
- система управління контентом (CMS) з підтримкою шаблонів Maboo і модулів Joomla (з версії 1.6.х);
- WYSIWYG-редактор сайту;
- FTP-клієнт і систему управління сайтами;
- засіб миттєвого обміну повідомленнями;
- інструментарій підтримки опитувань, рейтингів, голосувань;
- графічне керування групами та окремими користувачами, як і їх поштовими обліковими записами і LDAP.

### Вимоги до платформи
Мінімальні вимоги до апаратури для запуску системи:
- Pentium III або AMD K6, тактова частота 800 Mhz або вище.
- Вільний об'єм дискової пам'яті не менше 500 MB для установки додатка (для розміщення файлів, що завантажуються і вкладень e-mail потрібне відповідне додатковий дисковий простір).
- Оперативна пам'ять, не менше 256 MB.

Формально проект є кросплатформним і може працювати на будь-якій платформі, що містить:
- Вебсервер з підтримкою PHP (підтримуються Apache 2 і IIS).
- PHP версії не нижче 4.3 (рекомендується 5.1).
- СУБД MySQL (не нижче 4.1), або PostgreSQL, або MaxDB, або MS SQL Server.
- SMTP сервер (спеціально підтримується Postfix.
- IMAP сервер (POP3 не підтримується).

Клієнтські робочі місця повинні бути оснащені будь-яким веббраузером, що підтримує стандартний сучасний набір можливостей по роботі в Інтернеті (Firefox, Internet Explorer, Opera, Chrome, …)
Підтримуються (принаймні, документацією по установці системи) ОС Windows (98/ME, NT/2000/XP/Vista), Linux, Mac OS X (10.3.4 або новіша). Система випускається у вигляді універсального архіву, розгортається за допомогою архіватора zip або стандартної зв'язки «tar + gz» під будь-які системи.
Додатково підтримуються пакетні складання під останні версії дистрибутивів ОС Linux:
- SUSE: openSUSE 11. * Або SLES 10/11
- Red Hat: Fedora 12/3, RHEL 5/6 or CentOS 5
- Mandriva 2008-10
- Debian 5
- Ubuntu 8.04 — 10.04